# Île Gaya
L'Île Gaya est une île de Malaisie à dix minutes de la ville de Kota Kinabalu dans l'État de Sabah et fait partie du parc national de Tunku Abdul Rahman.